# Jonathan Collier
Jonathan Collier es un escritor estadounidense de televisión. Estudió y se graduó en la Universidad Harvard.

## Carrera
Sus trabajos más conocidos son en Los Simpson, Monk, y King of the Hill. Trabajó como productor ejecutivo en la película de Mike Reiss, Queer Duck: The Movie. También ha trabajado en Late Show with David Letterman.

## Filmografía

### Productor
- Monk (coproductor ejecutivo) (16 episodios, 2007-2008) (asesor de producción) (16 episodios, 2006-2007)
  - Mr. Monk Is on the Run: Part 2 (2008)
  - Mr. Monk Is on the Run: Part 1 (2008)
  - Mr. Monk Paints His Masterpiece (2008)
  - Mr. Monk and the Three Julies (2008)
  - Mr Monk Goes to the Bank (2008)
  - (27 más)

- Queer Duck: The Movie (2006) (productor ejecutivo)

- As If (2001) (productor ejecutivo) (episodios desconocidos)

- Los Simpson (productor) (74 episodios, 1993-1997) (supervisor de producción) (24 episodios, 1996-1998)
  - Lisa the Simpson (1998)
  - The Principal and the Pauper (1997)
  - The City of New York vs. Homer Simpson (1997)
  - The Secret War of Lisa Simpson (1997)
  - The Simpsons Spin-Off Showcase (1997)
  - (93 más)

- King of the Hill (1997) (coproductor ejecutivo) (episodios desconocidos) (asesor de producción) (episodios desconocidos) (supervisor de producción) (episodios desconocidos)

### Escritor
- Monk (3 episodios, 2006-2007)
  - Mr. Monk and the Buried Treasure (2007)
  - Mr. Monk Goes to the Hospital (2007)
  - Mr. Monk Goes to a Fashion Show (2006)

- King of the Hill (8 episodios, 1997-2004)
  - Dale Be Not Proud (2004)
  - Pigmalion (2003)
  - Hank and the Great Glass Elevator (2001)
  - Transnational Amusements Presents: Peggy's Magic Sex Feet (2000)
  - Escape from Party Island (1999)
  - (3 más)

- What's New, Scooby-Doo? (1 episodio, 2002)

- As If (3 episodios, 2002)
  - Episodio #1.3 (2002)
  - Episodio #1.2 (2002)
  - Episodio #1.1 (2002)

- Los Simpson (6 episodios, 1994-1996)
  - The Homer They Fall (1996)
  - Raging Abe Simpson and His Grumbling Grandson in 'The Curse of the Flying Hellfish' (1996)
  - 22 Short Films About Springfield (1996)
  - (3 más)
- Top of the Heap (2 episodios, 1991)
  - The Marrying Guy (1991)
  - Stocks and Bondages (1991)

### Director
- Monk (1 episodio, 2007)
  - Mr. Monk and the Daredevil (2007)